# Посттравматичен стрес
Посттравматично стресово разстройство (от английски: post-traumatic stress disorder, PTSD), или накратко посттравматичен стрес (на английски: post-traumatic stress; (ПТС) е силно тревожно разстройство, което може да се развие след излагане на каквото и да е събитие, водещо до психологическа травма. Това събитие може да включа смъртна или друга физическа, сексуална или заплашваща психологическата цялостност, заплаха на пострадалия от травматичното събитие или за някой друг в неговото присъствие, при което са нарушени и преодолени психологическите механизми за защита на индивида. Симптомите могат да включват смущаващи мисли, чувства или сънища, свързани със събитието; умствено или физическо безпокойство, свързано с травми, опит за избягване на травми; промени в начина, по който човек мисли и усеща.